# I liga polska w futsalu (1998/1999)
I liga polska w futsalu 1998/1999 – piąta edycja najwyższych w hierarchii rozgrywek klubowych polskiej ligi futsalu. Tytuł Mistrza Polski wywalczyła P.A. Nova Gliwice.

## Tabela
Źródło:
| Lp.    | Drużyna                   | M  | Z  | R | P  | Bramki | Bramki | Różn. | Pkt. | Uwagi           |
| ------ | ------------------------- | -- | -- | - | -- | ------ | ------ | ----- | ---- | --------------- |
| złoto  | P.A. Nova Gliwice         | 22 | 16 | 2 | 4  | 119    | 62     | +57   | 50   | złoto           |
| srebro | Cambras Legnica           | 22 | 16 | 2 | 4  | 96     | 46     | +50   | 50   |                 |
| brąz   | Cuprum Polkowice          | 22 | 14 | 4 | 4  | 120    | 80     | +40   | 46   |                 |
| 4      | Radio Flash Katowice      | 22 | 14 | 3 | 5  | 98     | 66     | +32   | 45   | Wyc. po sezonie |
| 5      | Żywiec Trade Warszawa (b) | 22 | 12 | 1 | 9  | 113    | 94     | +19   | 37   |                 |
| 6      | Skała-Inter Tychy (b)     | 22 | 9  | 3 | 10 | 121    | 134    | -13   | 30   |                 |
| 7      | Telsport Katowice (b)     | 22 | 8  | 4 | 10 | 99     | 111    | -12   | 28   |                 |
| 8      | Mistreated Jaworzno       | 22 | 9  | 1 | 12 | 103    | 104    | -1    | 28   |                 |
| 9      | Lipnik Bielsko-Biała      | 22 | 7  | 4 | 11 | 97     | 97     | 0     | 25   | Wyc. po sezonie |
| 10     | Sedtex Gliwice            | 22 | 6  | 3 | 13 | 85     | 96     | -11   | 21   |                 |
| 11     | Goldenmajer Kraków        | 22 | 3  | 3 | 16 | 59     | 137    | -78   | 12   | Spadek          |
| 12     | Centrum Bielsko Biała     | 22 | 2  | 2 | 18 | 69     | 150    | -81   | 8    | Spadek          |

- Cynk-Mal Legnica przed sezonem zmienił nazwę na Cambras Legnica.

## Najlepsi strzelcy
| Zawodnik            | Drużyna           | Bramki |
| ------------------- | ----------------- | ------ |
| Błażej Korczyński   | Telsport Katowice | 40     |
| Radosław Grądowski  | Cuprum Polkowice  | 36     |
| Krzysztof Filipczak | P.A. Nova Gliwice | 30     |

## Klasyfikacja medalowa mistrzostw Polski po sezonie
|   | Klub                 | złoto | srebro | brąz |
| - | -------------------- | ----- | ------ | ---- |
| 1 | P.A. Nova Gliwice    | 3     |        | 1    |
| 2 | Cuprum Polkowice     | 2     |        | 1    |
| 3 | Jard Gliwice         |       | 1      |      |
| 3 | Rekord Bielsko-Biała |       | 1      |      |
| 3 | Opał Gniezno         |       | 1      |      |
| 3 | Mistreated Jaworzno  |       | 1      |      |
| 3 | Cambras Legnica      |       | 1      |      |
| 4 | SUW-TOR Łódź         |       |        | 1    |
| 4 | Cynk-Mal Legnica     |       |        | 1    |
| 4 | Goldenmajer Kraków   |       |        | 1    |